# Seznam ulic v Horních Heršpicích
Seznam ulic v Horních Heršpicích uvádí přehled ulic a veřejných prostranství na území evidenční části obce Horní Heršpice v Brně, která je územně totožná s katastrálním územím Horní Heršpice a tvoří část městské části Brno-jih.

## Seznam
| Název           | Pojmenováno po                                | Souřadnice                       | Obrázek | Commons             | RÚIAN   | Mapy.cz         |
| --------------- | --------------------------------------------- | -------------------------------- | ------- | ------------------- | ------- | --------------- |
| Bednářova       | Adolf Bednář                                  | 49°9′48″ s. š., 16°36′46″ v. d.  |         | Bednářova (Brno)    | 21164   | stre&id=78962   |
| Bezovka         | šeřík                                         | 49°9′55″ s. š., 16°36′36″ v. d.  |         | Bezovka (Brno)      | 21253   | stre&id=78971   |
| Blízká          | místo                                         | 49°9′12″ s. š., 16°35′39″ v. d.  |         |                     | 720313  | stre&id=144882  |
| Bohunická       | Bohunice                                      | 49°9′50″ s. š., 16°35′44″ v. d.  |         | Bohunická (Brno)    | 21491   | stre&id=78994   |
| Dufkovo nábřeží | Stanislav Dufek                               | 49°10′20″ s. š., 16°37′9″ v. d.  |         |                     | 22985   | stre&id=79143   |
| Firemní         | společnost                                    | 49°9′43″ s. š., 16°37′15″ v. d.  |         |                     | 801038  | stre&id=153754  |
| Hněvkovského    | Šebestián Hněvkovský                          | 49°10′7″ s. š., 16°37′37″ v. d.  |         | Hněvkovského (Brno) | 24082   | stre&id=79252   |
| Hrdličkova      | Jan Hrdlička                                  | 49°9′58″ s. š., 16°36′58″ v. d.  |         |                     | 24309   | stre&id=79274   |
| Jeníčkova       | František Jeníček                             | 49°10′21″ s. š., 16°36′53″ v. d. |         |                     | 24856   | stre&id=79329   |
| Jižní           | jih                                           | 49°9′57″ s. š., 16°37′13″ v. d.  |         |                     | 3031268 | stre&id=5198907 |
| K Lávce         | lávka přes Svratku u sportovního areálu Komec | 49°10′9″ s. š., 16°37′5″ v. d.   |         | K Lávce (Brno)      | 1384864 | stre&id=5185456 |
| K Nábřeží       | Dufkovo nábřeží                               | 49°10′15″ s. š., 16°37′4″ v. d.  |         |                     | 759520  | stre&id=148405  |
| K terminálu     | kontejnerový terminál v Brně                  | 49°9′44″ s. š., 16°36′53″ v. d.  |         |                     | 27332   | stre&id=79578   |
| Kaštanová       | jírovec maďal                                 | 49°9′30″ s. š., 16°38′36″ v. d.  |         | Kaštanová (Brno)    | 25461   | stre&id=79390   |
| Ke Koupališti   |                                               | 49°10′4″ s. š., 16°37′12″ v. d.  |         |                     | 3031241 | stre&id=5198906 |
| Košuličova      | Gustav Košulič                                | 49°10′3″ s. š., 16°36′41″ v. d.  |         |                     | 26107   | stre&id=79454   |
| Krátká          | délka                                         | 49°9′58″ s. š., 16°36′42″ v. d.  |         |                     | 26361   | stre&id=79481   |
| Kšírova         | František Kšír                                | 49°10′13″ s. š., 16°36′58″ v. d. |         | Kšírova (Brno)      | 26581   | stre&id=79503   |
| Lány            |                                               | 49°9′58″ s. š., 16°35′9″ v. d.   |         | Lány (Brno)         | 26891   | stre&id=79534   |
| Násepní         | násyp                                         | 49°10′26″ s. š., 16°36′58″ v. d. |         |                     | 36421   | stre&id=80481   |
| Osamělá         | místo                                         | 49°9′17″ s. š., 16°35′43″ v. d.  |         | Osamělá (Brno)      | 29203   | stre&id=79763   |
| Ořechovská      | Ořechov                                       | 49°9′26″ s. š., 16°35′40″ v. d.  |         | Ořechovská (Brno)   | 29181   | stre&id=79761   |
| Perunova        | Perun                                         | 49°9′55″ s. š., 16°36′39″ v. d.  |         | Perunova (Brno)     | 29491   | stre&id=79792   |
| Pražákova       | Alois Pražák                                  | 49°9′59″ s. š., 16°36′8″ v. d.   |         |                     | 30201   | stre&id=79862   |
| Pěšina          |                                               | 49°10′21″ s. š., 16°37′2″ v. d.  |         |                     | 29556   | stre&id=79798   |
| Přerovská       | železniční trať Brno–Přerov                   | 49°10′25″ s. š., 16°36′56″ v. d. |         |                     | 30406   | stre&id=79882   |
| Rajhradská      | Rajhrad                                       | 49°9′42″ s. š., 16°36′3″ v. d.   |         |                     | 30651   | stre&id=79907   |
| Rozhraní        | hranice                                       | 49°9′19″ s. š., 16°35′36″ v. d.  |         | Rozhraní (Brno)     | 31046   | stre&id=79946   |
| Severní         | Severní dráha císaře Ferdinanda               | 49°9′58″ s. š., 16°36′36″ v. d.  |         |                     | 31461   | stre&id=79987   |
| Sklenářská      | sklenář                                       | 49°9′56″ s. š., 16°37′34″ v. d.  |         |                     | 799491  | stre&id=153597  |
| Sokolova        | František Sokol                               | 49°9′59″ s. š., 16°37′21″ v. d.  |         | Sokolova (Brno)     | 31925   | stre&id=80033   |
| Teslova         | Nikola Tesla                                  | 49°9′44″ s. š., 16°36′3″ v. d.   |         |                     | 33189   | stre&id=80158   |
| Traťová         | železniční trať Brno–Jihlava                  | 49°9′47″ s. š., 16°35′35″ v. d.  |         |                     | 37001   | stre&id=80539   |
| Vodařská        | Svratka                                       | 49°10′34″ s. š., 16°36′59″ v. d. |         |                     | 34690   | stre&id=80309   |
| Vzdálená        | vzdálenost                                    | 49°9′14″ s. š., 16°35′35″ v. d.  |         |                     | 35131   | stre&id=80353   |
| Vídeňská        | Vídeň                                         | 49°10′15″ s. š., 16°35′52″ v. d. |         | Vídeňská (Brno)     | 34584   | stre&id=80298   |
| Výpravní        | Brno-Horní Heršpice                           | 49°10′3″ s. š., 16°36′20″ v. d.  |         | Výpravní            | 35068   | stre&id=80346   |
| Záhumenice      | místo                                         | 49°9′51″ s. š., 16°36′54″ v. d.  |         |                     | 35394   | stre&id=80379   |
| Řehákova        | Valentin Řehák                                | 49°9′52″ s. š., 16°36′21″ v. d.  |         |                     | 31216   | stre&id=79962   |
| Řepova          | Adolf Řepa                                    | 49°10′2″ s. š., 16°36′37″ v. d.  |         |                     | 3394671 | stre&id=5199843 |
| Železná         | železo                                        | 49°10′15″ s. š., 16°36′51″ v. d. |         |                     | 756725  | stre&id=149397  |